# Трофимов, Борис Петрович
Борис Петрович Трофимов (1902—1975) — начальник Управления НКВД по Курской области, генерал-майор (1945).

## Биография
Родился в семье бухгалтера книжного издательства в Гельсингфорсе. Окончил 4 класса гимназии в Курске в 1917 году. С апреля 1917 по апрель 1918 участвовал в деятельности "партизанского отряда учащихся" в городе Курске. С мая 1918 по май 1920 — заведующий военно-техническим отделом губернского представительства Наркомпрода. Член РКП(б) с августа 1918. 
Приказом НКВД СССР № 1459 от 16 октября 1940 года Трофимову объявлен выговор за «несоблюдение элементарных правил конспирации в оперативной работе органов НКВД» и за «неумение построить правильные отношения с подчиненным ему аппаратом опергруппы».
28 апреля 1942 года приказом НКВД СССР № 00852 для усиления руководства охраны тыла Действующей Красной Армии в составе Главного управления внутренних войск НКВД СССР сформировано Управление войск НКВД по охране тыла Действующей Красной Армии. В составе Управления образован Разведывательный отдел, на должность начальника которого назначен Борис Петрович Трофимов, бывший начальник Особого отдела  НКВД СССР Южского спецлагеря в Талицы Ивановской области.

### В отставке
14 декабря 1953 года уволен из органов МФД ССР "по болезни". С декабря 1953 по июнь 1958 пенсионер в городе Москве. С июня 1958 по апрель 1967  заместитель председателя Московского городского комитета Добровольного общества содействия армии, авиации и флоту, с октября 1970 по декабрь 1973 старший инструктор там же.
Скончался 7 января 1975 года, похоронен на 37 участке Ваганьковского кладбища в Москве.

## Звания
- 14.12.1935, старший лейтенант государственной безопасности;
- 31.07.1939, капитан государственной безопасности;
- 27.04.1942, майор государственной безопасности;
- 23.02.1943, полковник;
- 14.03.1944, комиссар государственной безопасности;
- 09.07.1945, генерал-майор.

## Награды
- 22.07.1937, орден Красной Звезды;[6]
- 14.04.1943, орден Красного Знамени;
- 03.11.1944, орден Красного Знамени;
- 21.02.1945, орден Ленина;
- 30.01.1951, орден Красного Знамени;
- 08.12.1951, орден Трудового Красного Знамени;
- 28.10.1967, орден Красной Звезды;
- медали.